# Bodnant-Schneeball

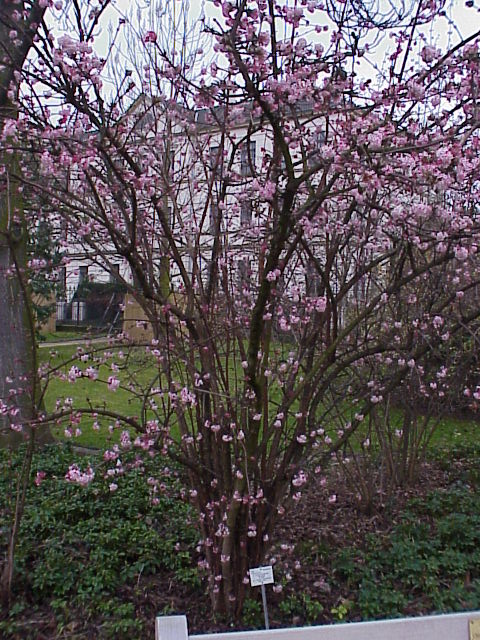
Habitus und Blütenstände

Der Bodnant-Schneeball (Viburnum ×bodnantense), auch Winterschneeball genannt, ist eine in Kultur entstandene Hybride aus der Gattung Schneeball (Viburnum) innerhalb der Familie Moschuskrautgewächse (Adoxaceae). Sie wird mit einigen Sorten in den gemäßigten Gebieten als Zierpflanze in Parks und Gärten verwendet.

## Entstehung der Hybride
Beim Bodnant-Schneeball (Viburnum ×bodnantense Aberc. ex Stearn) handelt es sich um eine Hybride der aus Nordchina stammenden Elternart Viburnum farreri Stearn, Syn.: Viburnum fragrans Bunge (Duft-Schneeball) und Viburnum grandiflorum Wall. ex DC.  Diese Züchtung entstand etwa 1934/1935 in Bodnant, Nordwales, was sich im Artnamen niederschlägt. Die Erstveröffentlichung von Viburnum ×bodnantense erfolgte 1947 durch William Thomas Stearn in Gardeners’ Chronicle, Serie 3, Band 122, Seite 207, der diesen Namen aber Henry Duncan McLaren Aberconway (1879–1953) zuschrieb.
Allerdings hatte bereits 1933 Charles Lamont, der Assistant Curator des Botanischen Gartens in Edinburgh die beiden Elternarten gekreuzt, die so entstandenen Nachkommen jedoch nicht für besser als ihre Ausgangsarten befunden und auf weitere Vermehrung verzichtet. Nach seinem Tod bekam eine Sorte ihm zu Ehren den Namen „Charles Lamont“.

## Beschreibung

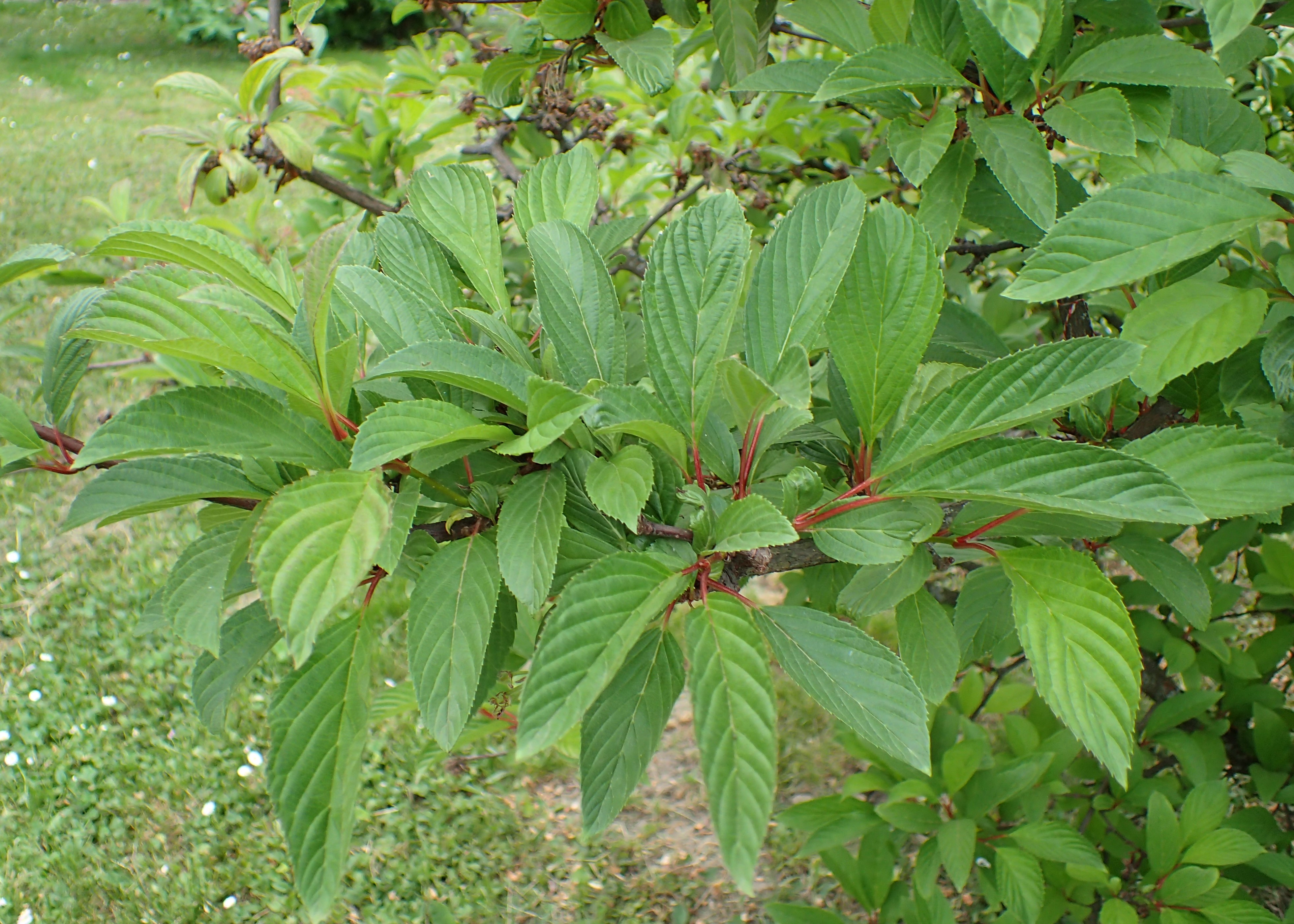
Zweig mit Laubblättern

### Vegetative Merkmale
Der Bodnant-Schneeball ist ein sommergrüner Strauch, der Wuchshöhen von 2,5 bis 3,5 Metern erreicht und dabei eine Fläche mit einem Durchmesser von 2 bis 3 Metern bedecken kann. Bodnant-Schneeball ist ein Flachwurzler und bildet bis zu 1 Meter von der Basis entfernte Ausläufer. Die zunächst straff aufrecht wachsenden jungen Zweige verzweigen sich sparrig und hängen als ältere Zweige bogig über. Die anfangs glänzend rotbraune Rinde blättert bei älteren Zweigen gelegentlich in dünnen Zellschichten ab. Die Rinde ist mit vereinzelten Lentizellen besetzt.
Die gegenständig an den Zweigen angeordneten Laubblätter sind in Blattstiel und Blattspreite gegliedert. Der rote Blattstiel ist bis zu 2 Zentimeter lang. Die einfache Blattspreite ist bei einer Länge von 4 bis 10 Zentimetern länglich-elliptisch oder lanzettlich. Die Blattoberseite ist matt tiefgrün und runzlig. Der Blattrand ist gesägt. Es sind sechs bis neun tief eingeprägte Nervenpaare vorhanden. Beim Austrieb sind die Blätter rötlich überhaucht und im Herbst färben sie sich in rotbraunen bis violetten Farbtönen.

### Generative Merkmale

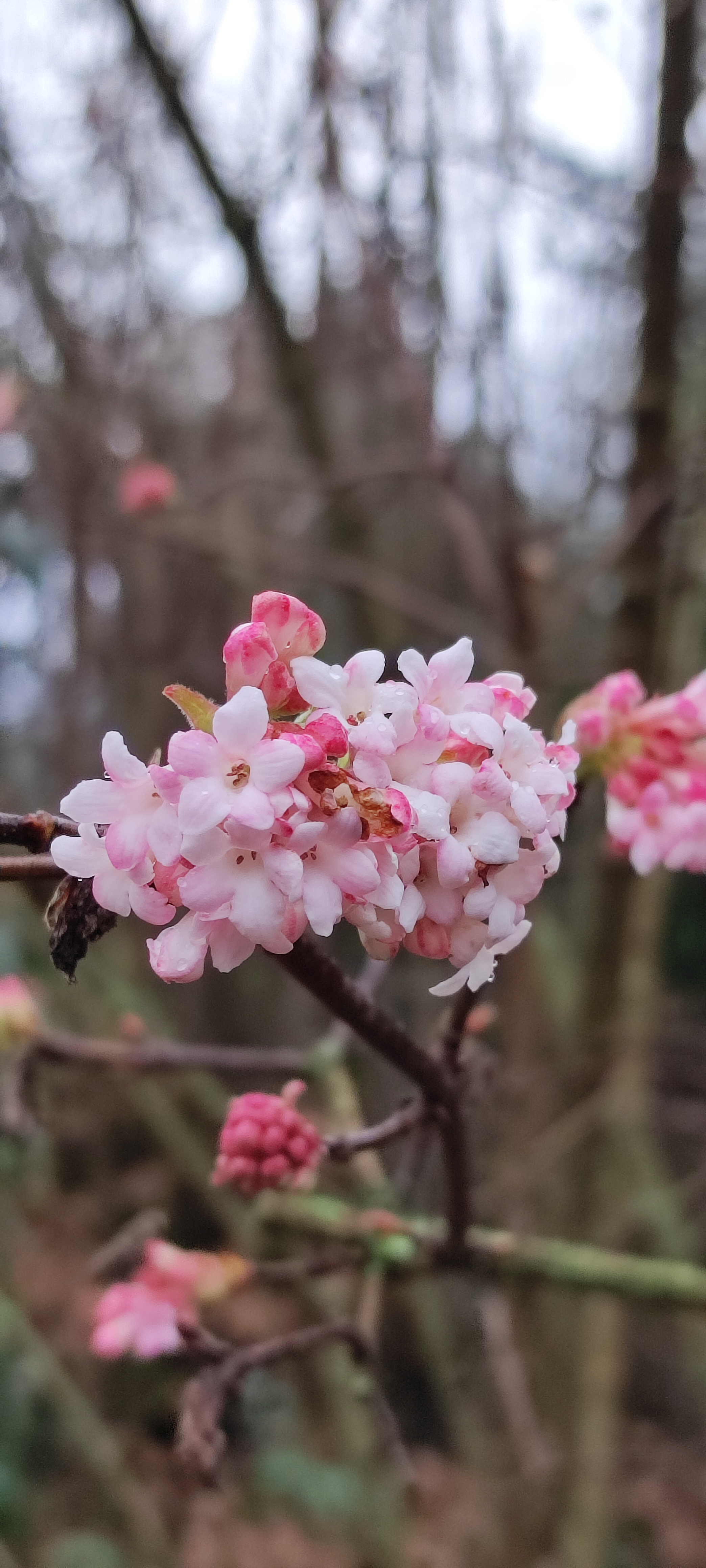
Blüte

Die ersten Blüten erscheinen, je nach Witterung und Standort, bereits im November an den mehrjährigen, noch blattlosen Zweigen, während die Hauptblütezeit im März und April liegt. Die Blüten stehen in endständigen, schirmrispigen Blütenständen zusammen.
Die sehr stark duftenden, zwittrigen Blüten sind radiärsymmetrisch und fünfzählig mit doppelter Blütenhülle. Die Knospen zeigen sich in einem kräftigen Rosa; beim Erblühen färben die Blüten sich immer heller, bis hin zu einem zarten Rosa oder je nach Sorte auch Weiß.
Die bei Reife dunkelblauen Steinfrüchte sind leicht bereift.

## Ökologie
Der Bodnant-Schneeball ist als Solitär- und Heckenpflanze in Gärten und Parks zu finden. Die Bestäubung erfolgt durch Insekten. Starker Frost, besonders Spätfrost, kann die Blüten schädigen.

## Nutzung
Dieser Winterblüher, der je nach Standort und Witterung schon im Herbst zu blühen beginnt, wird gerne eingesetzt, um auch in dieser Jahreszeit Farbe und Duft in Gärten und Parks zu bringen. Es gibt einige Sorten wie beispielsweise Dawn, Deben, Charles Lamont. Früchte, Laubblätter und Rinde sind giftig für den Menschen.

## Weitere Bilder

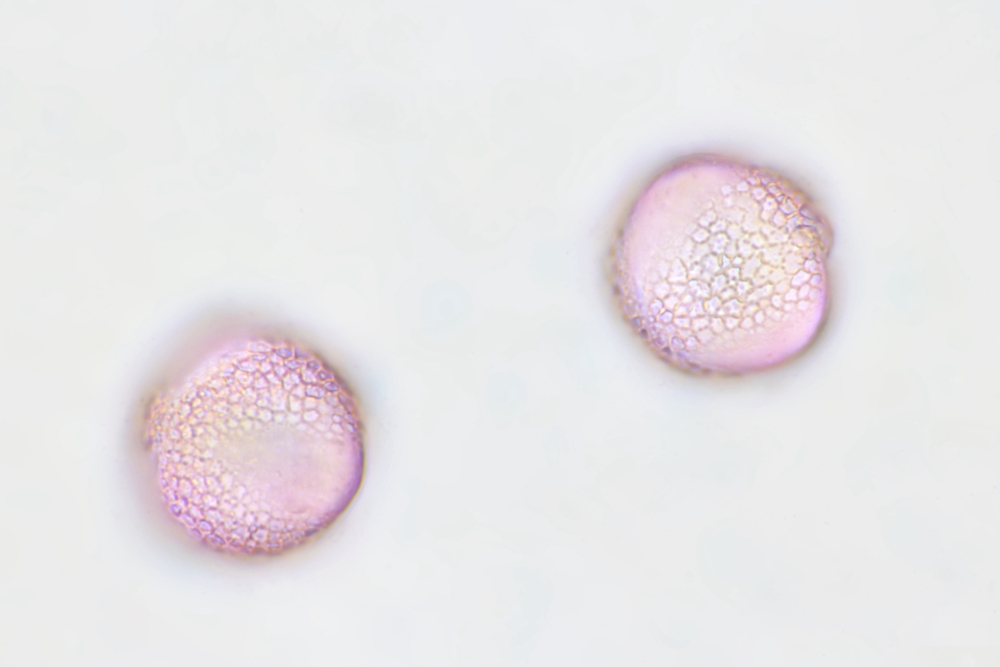
Pollen, mikroskopisch, gefärbt
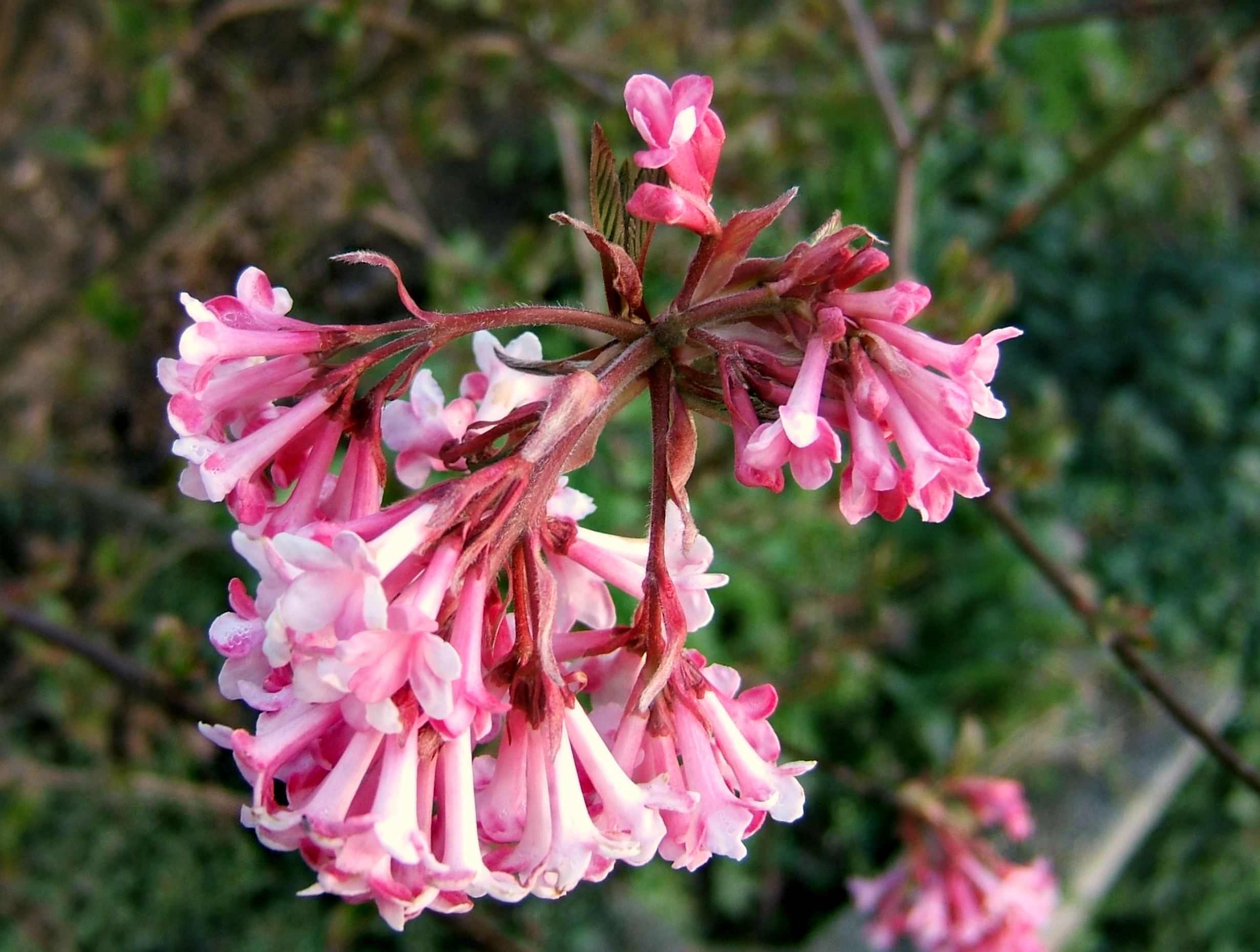
Blütenstand mit geöffneten fünfzähligen Blüten
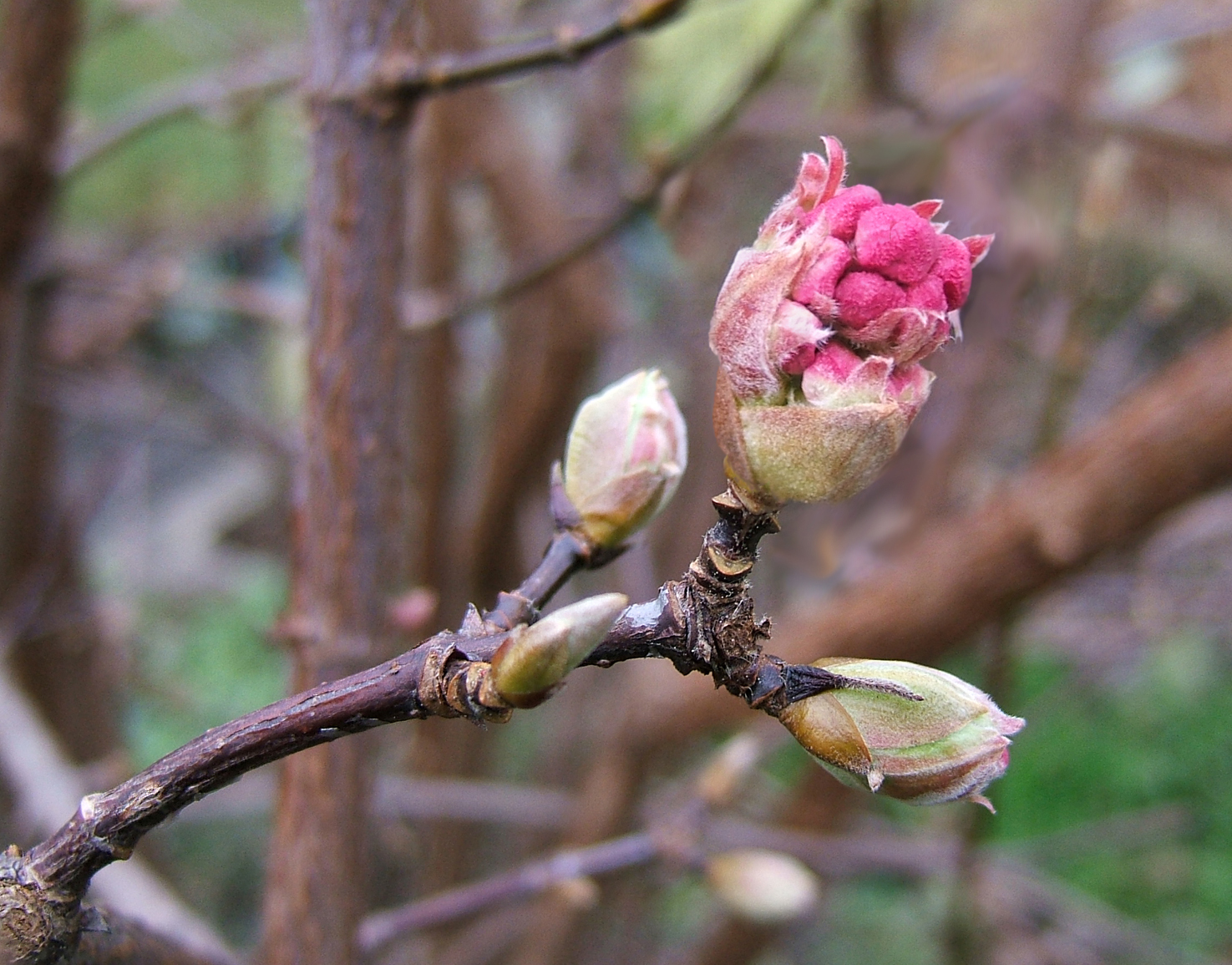
Blütenknospen
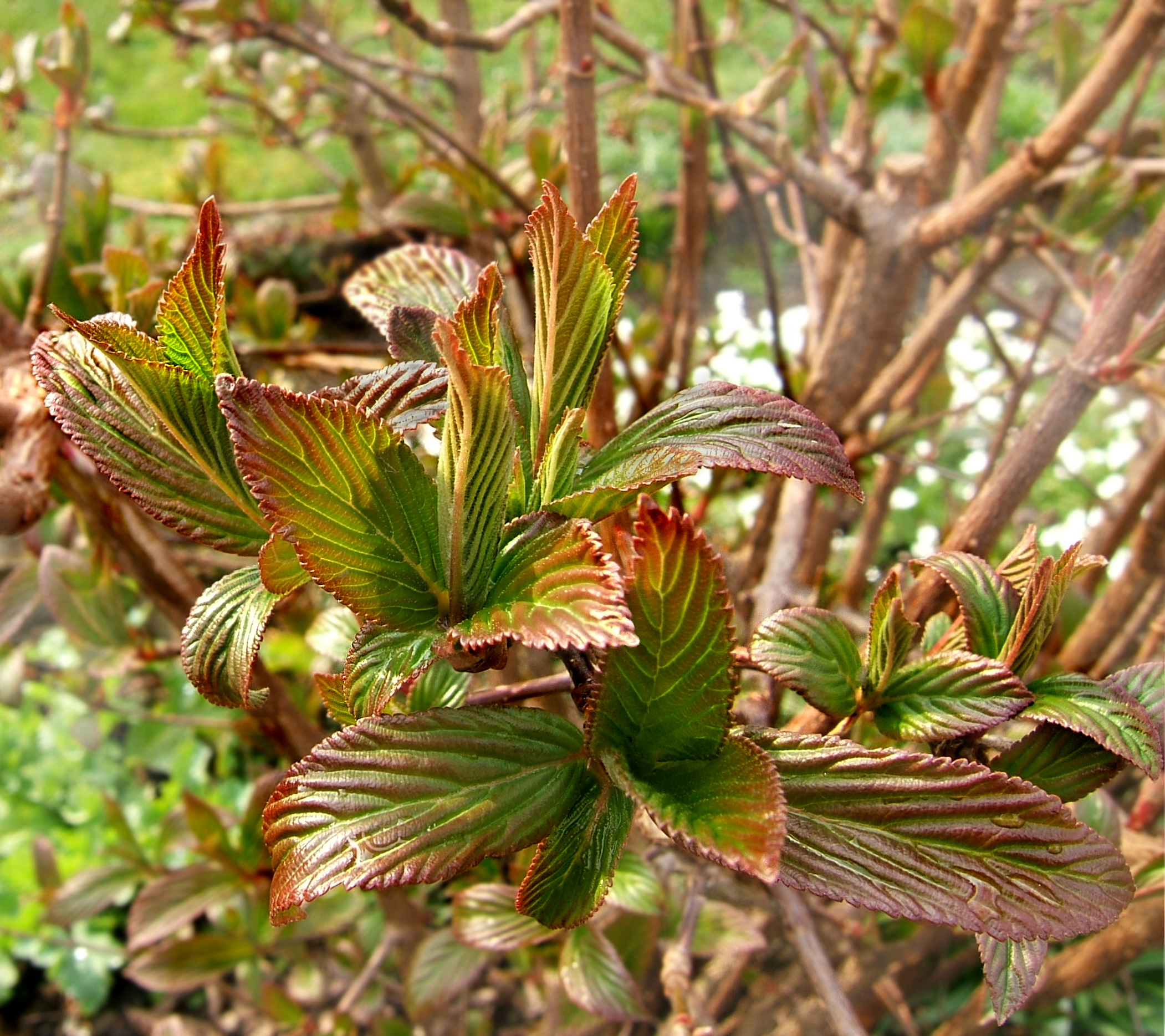
Blattaustrieb im Frühjahr
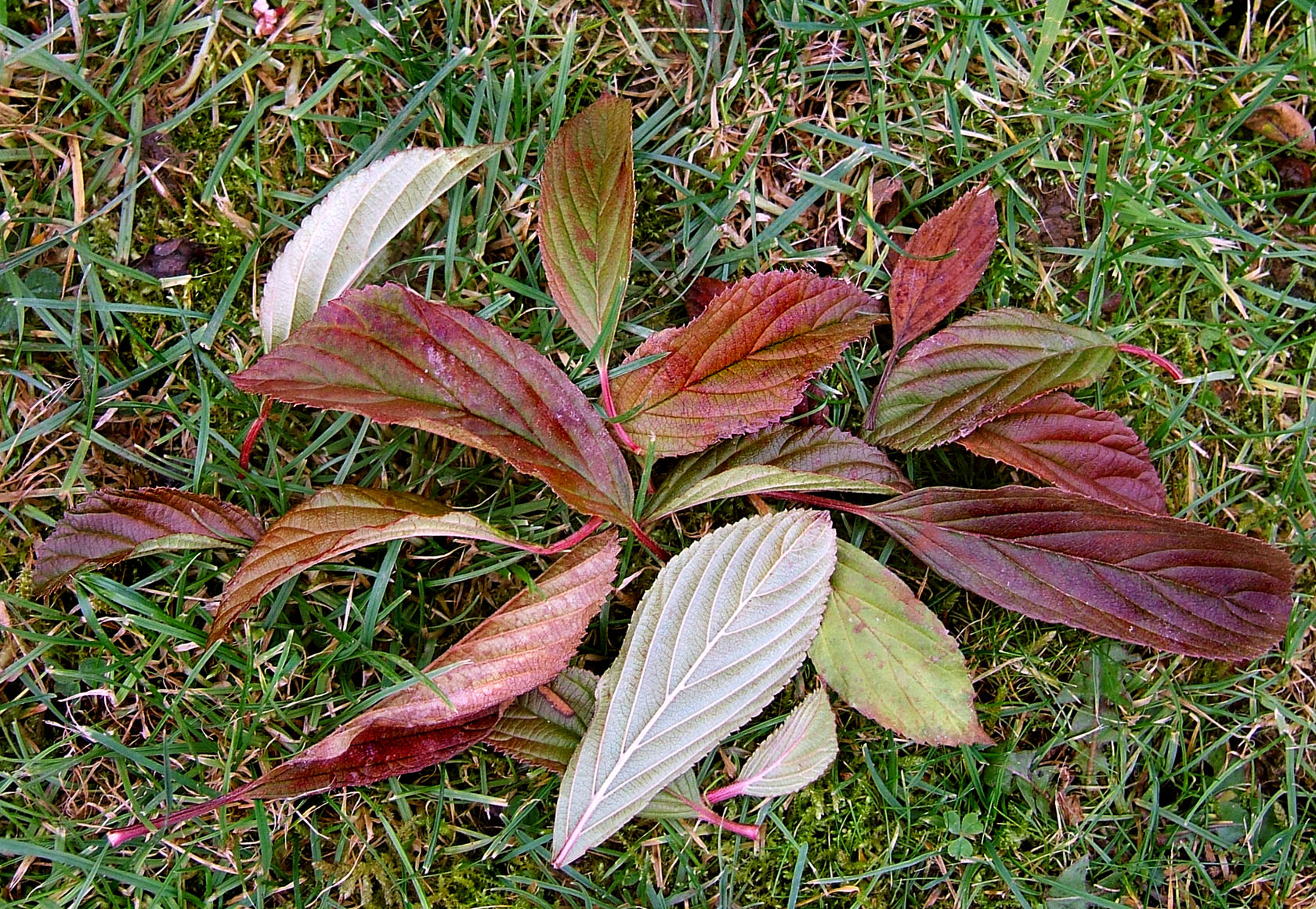
Laubblätter in Herbstfärbung